# ديفيد بيل (ملحن)
ديفيد بيل (بالإنجليزية: David Bell)‏ هو ملحن أمريكي، ولد في 17 أبريل 1954.

## وصلات خارجية
- ديفيد بيل على موقع IMDb (الإنجليزية)
- ديفيد بيل على موقع ميوزك برينز (الإنجليزية)
- ديفيد بيل على موقع ديسكوغز (الإنجليزية)
- ديفيد بيل على موقع قاعدة بيانات الفيلم (الإنجليزية)